# Alonso Guerrero Pérez
Alonso Guerrero Pérez (* 12. November 1962 in Mérida (Badajoz)) ist ein spanischer Schriftsteller und Lehrer. Er hat Essays und Werke der Literaturkritik und Journalismus geschrieben.

## Leben
Er lebt in Almendralejo (Badajoz) und ist nach dem Universitätsstudium Lehrer an einer Oberschule geworden. Er wurde mit mehreren Literaturpreisen ausgezeichnet, 1982 mit dem angesehenen „Premio Felipe Trigo“ von Villanueva de la Serena (Badajoz) wegen Tricotomía, und 1987 mit dem „Premio Navarra de Novela“ wegen Los años imaginarios.
Am 7. August 1998 heiratete Alonso Guerrero Letizia Ortiz, die spätere Prinzessin Letizia und darauffolgend Königin von Spanien, bei einer einfachen standesamtlichen Zeremonie in Almendralejo, Badajoz nach zehnjähriger Bekanntschaft. Sie schieden sich 1999.

## Werke
- Tricotomía (1982)
- Los años imaginarios (1987)
- Los ladrones de libros (Badajoz, Departamento de Publicaciones de la Excma. Diputación Provincial de Badajoz, 1991)
- El hombre abreviado (1998)
- El durmiente (1998)
- Fin del milenio en Madrid (1999)
- De la indigencia a la literatura (2004)
- El edén de los autómatas (2004)
- La muerte y su antídoto (2004)
- Doce semanas del siglo XX (2007)
- Un palco sobre la nada (2012)
- Un día sin comienzo (2014), über die Madrider Zuganschläge von 2004
- El mundo sumergido
- El amor de Penny Robinson (2018)